# ليتشي ني مارسي
ليتشي ني مارسي (بالإيطالية: Lecce nei Marsi)‏ هي بلدية في مقاطعة لاكويلا في إقليم أبروتسو الإيطالي.

## السكان
في سنة 1861 بلغ عدد السكان 1٬362 نسمة، وتطور العدد ليصل في سنة 2011 لـ 1٬735 نسمة.
يظهر هذا المخطط البياني تطور النمو السكاني لـ ليتشي ني مارسي

## توأمة
لليتشي ني مارسي اتفاقيات توأمة مع كل من:
- أتري
- Făurei [الإنجليزية]‏